# 워 로드
《워 로드》(The War Lord)는 미국에서 제작된 프랭크린 J. 샤프너 감독의 1965년 영화이다. 11세기 노르망디의 중세 전쟁에 대해 다루는 이 영화는 레슬리 스티븐스(Leslie Stevens)의 연극 The Lovers를 각색한 것이다. 찰톤 헤스톤 등이 주연으로 출연하였고 월터 셀저 등이 제작에 참여하였다.

## 출연

### 주연
- 찰톤 헤스톤
- 리처드 분

### 조연
- 로즈메리 포사이스
- 모리스 에반스
- 가이 스톡웰
- 니올 맥긴스
- 제임스 파렌티노
- 헨리 윌콕슨
- 우드로 파프리
- 존 앨더슨
- 마이클 콘러드
- 포레스트 우드
- 벨리 밋첼
- 앨런 자페
- 자니 젠슨
- 댈 젠킨스

## 기타
- 원작자: 레슬리 스티븐스
- 미술: 헨리 범스테드
- 미술: 알렉산더 골릿즌
- 의상: 비토리오 니노 노바레즈